# Gerda Adde
Gerda Elisabeth Adde, tidigare Mörtstedt, född 28 april 1864 i Kroppa, Värmlands län, död 2 mars 1944 i Botkyrka församling, Stockholms län, var en svensk tonsättare och lärare.

## Biografi
Gerda föddes 28 april 1864 på Gammelkroppa i Kroppa, Värmlands län. Hon var dotter till bruksförvaltaren Johan Engelbert Mörtstedt och Mathilda Sofia Esseén. Gerda flyttade 25 april 1891 till Buenos Aires och gifte sig där 23 juni 1891 med sjökaptenen Erik Adolf Adde (1853–1892). De fick tillsammans dottern Mercedes Adde (1892–1982). Hennes man avled samma år och Gerda flyttade tillbaka till Gammelkroppa med sin dotter. 1894 flyttade hon till Örebro. 1898 flyttade hon och dottern till Stockholm. 1932 bodde hon i Bromma. Gerda Adde avled 2 mars 1944 i Botkyrka församling, Stockholms län.
Gerda Adde arbetade som elementarskolelärarinna.

## Verk
- Och här är dungen för sång och piano. Text ur Gustaf Frödings Strövtåg i hembygden. Tillägnad dottern Mercedes. Utgiven 1924 av Svala & Söderlund, Stockholm.[17][18]